# Velada (Toledo)
Velada ist eine zentralspanische Gemeinde mit 2.907 Einwohnern (Stand: 2024) in der Provinz Toledo der Region Kastilien-La Mancha. 

## Lage und Klima
Velada liegt in der Sierra de Gredos im Westen der historischen Landschaft der La Mancha ca. 100 km (Fahrtstrecke) westnordwestlich der Stadt Toledo in einer Höhe von ca. 430 m. Das Klima im Winter ist rau, im Sommer dagegen trocken und warm; der spärliche Regen (ca. 612 mm/Jahr) fällt überwiegend in den Wintermonaten.

## Bevölkerungsentwicklung
| Jahr      | 1900 | 1970 | 1981 | 1991 | 2001 | 2011 | 2021 |
| Einwohner | 1700 | 2157 | 2007 | 2296 | 2399 | 2869 | 2905 |

Die seit den 1950er Jahren zunehmende Mechanisierung der Landwirtschaft und die Aufgabe von bäuerlichen Kleinbetrieben führten auch in der Gemeinde zu einem Kaufkraftschwund und zur Abwanderung eines Teils der Bevölkerung.

## Sehenswürdigkeiten
- Franziskanerkonvent, heutiges Museum Manuel Aznar, 1569 erbaut
- Bernhardskirche
- Annenkapelle
- Marienkapelle
- Ruinen des Palasts von Marquess von Velada

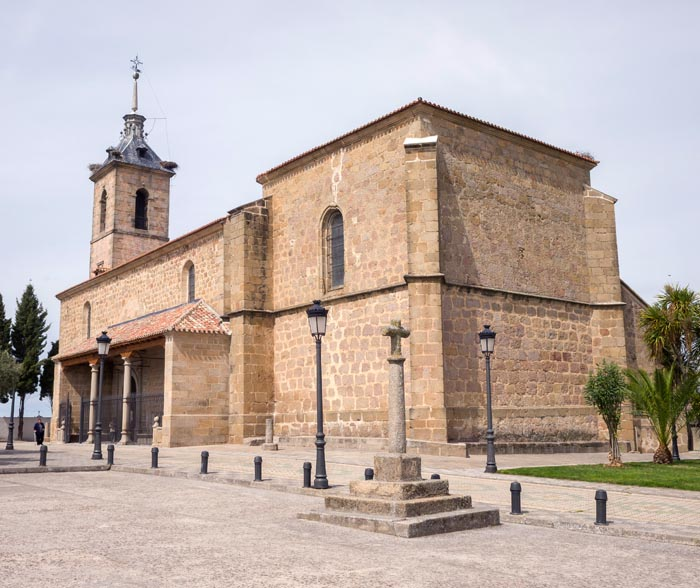
Bernhardskirche
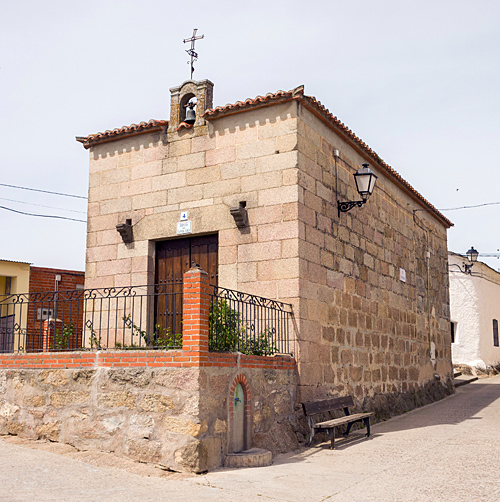
Annenkapelle
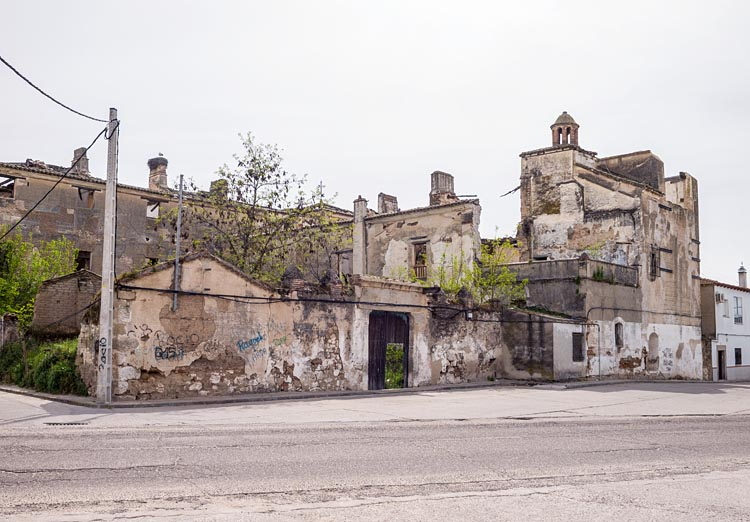
Ruinen des Palasts des Marquess von Velada
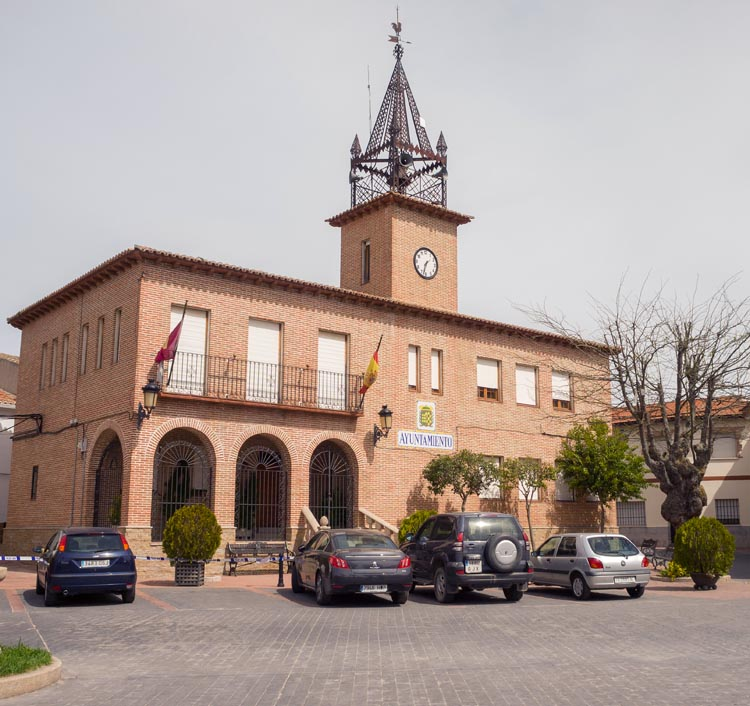
Rathaus
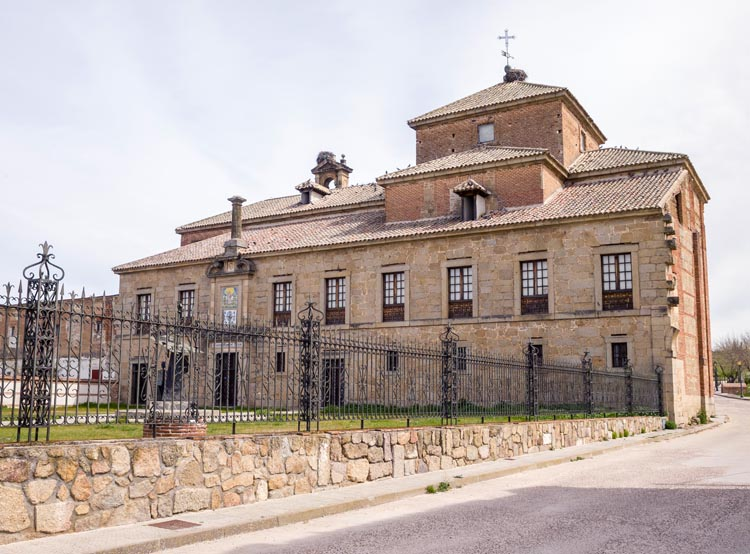
Museum Manuel Aznar

## Persönlichkeiten
- María Teresa de Borbón y Vallabriga (1780–1828), Markgräfin von Boadilla del Monte
- María Luisa de Borbón y Vallabriga (1783–1848), Markgräfin von Melgarejo
- Andrés Resino (1940–2011), Schauspieler
- Abel Resino (* 1960), Fußballspieler- und -trainer